# Muhlenbergia lehmanniana
Muhlenbergia lehmanniana är en gräsart som beskrevs av Johannes Jan Theodoor Henrard. Muhlenbergia lehmanniana ingår i släktet muhlygräs, och familjen gräs. Inga underarter finns listade i Catalogue of Life.